# Décembre 1968

## Évènements
- Pérou[1] : le régime entreprend de faire disparaître l'habitat précaire dans les vastes barriadas, les bidonvilles entourant Lima, rebaptisées pueblos jóvenes. Il favorise l'accession à la propriété et l'amélioration de la qualité de vie et crée un Bureau national de développement des villes nouvelles (ONDEPJOV) chargé d'encourager les habitants à s'auto-organiser et à les assister dans leurs recherches de solutions à leurs problèmes.

- Le prix Nobel de la paix est attribué au Français René Cassin, Président de la Cour européenne des droits de l'homme.

- 12 décembre : Harry Strom devient premier ministre de l'Alberta.

- 5 décembre, France : loi sur l’exercice du droit syndical dans l’entreprise votée à l’Assemblée.

- 5 - 6 décembre, France : le comité central du parti communiste se prononce pour une « démocratie avancée ».

- 7 - 8 décembre, France : attentat contre trois banques parisiennes et une permanence UDR. Retrouvée blessée sur le lieu d’une des explosions, une étudiante, Mlle Destouet, reconnaîtra sa participation à l’attaque des banques.

- 8 décembre, France : Valéry Giscard d'Estaing demande qu’aucune consultation électorale ne soit organisée en 1969.

- 9 décembre, France : Guy Mollet annonce qu’il ne prendra pas la tête du futur parti démocrate et socialiste.

- 10 décembre :
  - France : Jean-Marcel Jeanneney confirme que la réforme des régions et du Sénat aura lieu par la voie du référendum.
  - Coup d'État militaire au Dahomey.

- 12 - 20 décembre, France : agitation à Nanterre pendant plusieurs jours. Grève des cours ; la police occupe le campus.

- 13 décembre[2] (Brésil) : l'Acte institutionnel no 5 permet l'instauration d'une véritable dictature qui durera près de dix années.

- Samedi 14 décembre : la soutenance de thèse de Jean-William Lapierre est interrompue par des étudiants qui entendent protester contre Raymond Aron, membre du jury. Le chahut a été soigneusement organisé. Pendant que le jury interroge le candidat, un garçon émet l’objection : « Moi, je suis ouvrier et je ne comprends pas ce langage ». Peu à peu, le chahut a été tel que le jury a été obligé de lever la séance.

- 16 décembre : inauguration de la synagogue de Madrid, la première en Espagne depuis 1492.

- 17 décembre,  France : le comité directeur des républicains indépendants décide de faire campagne contre l’organisation d’un référendum en 1969.

- 17 - 20 décembre, France : fermeture du lycée Chaptal à la suite de divers incidents.

- 18 décembre, France : la Commission des Communautés approuve le plan Mansholt sur la réforme des structures agricoles.

- 20 - 22 décembre, France : congrès national extraordinaire de la SFIO à Puteaux, qui décide la création d’un nouveau « parti socialiste » en 1969. Guy Mollet annonce qu'il ne sera pas candidat au poste de secrétaire général du nouveau parti socialiste.

- 26 décembre : l'attaque d'un avion de la compagnie El Al sur l'aéroport d'Athènes par un commando palestinien marque le début du terrorisme lié à la situation géopolitique du Proche-Orient.

- 27 décembre, France : loi sur la section syndicale d'entreprise. Les syndicats peuvent constituer des sections syndicales et désigner des délégués syndicaux au sein des entreprises. Jusqu'à présent, les dispositions conventionnelles aménageant les activités du syndicat sur les lieux de travail restaient rares. Cette loi consacre non seulement une liberté d'expression et d'action du syndicat dans l'entreprise, mais aussi une institution proprement syndicale (le délégué syndical) aux côtés des institutions élues (délégués du personnel et comité d'entreprise). Elle est enfin le socle de la promotion future de la négociation collective d'entreprise.

- 27 décembre, France : le CDR (Comité de défense de la République) de Dijon attaque violemment le ministre de l’Éducation nationale et qualifie la loi d’orientation universitaire de « bluff » et de « fiasco ».

- 28 - 29 décembre : opération Gift.
  - Manifestations dans les principales villes du Liban pour soutenir la cause palestinienne. Les Palestiniens établissent des représentations à Beyrouth. Les communiqués revendiquant les actions terroristes internationales émanent tous de la capitale libanaise. Israël multiple les actions de représailles sur le territoire libanais. Le 28 décembre, un raid aéroporté israélien détruit treize avions de ligne sur l'aéroport de Beyrouth. Les groupes palestiniens répliquent en installant des bases militaires dans le sud du Liban, destinées à attaquer le territoire israélien.

- 29 décembre, France : de Gaulle décide de mettre l'embargo sur les fournitures d'armement à Israël au lendemain du raid israélien sur l'aéroport de Beyrouth.

- 31 décembre :
  - France : allocution du général de Gaulle : « Portons donc en terre les diables qui nous ont tourmentés pendant l’année qui s’achève. »
  - Télévision : le Bye Bye avec l'année qui fait une rétrospective humoristique est présentée à Radio-Canada à la dernière heure de l'année. Ce programme reviendra annuellement.

## Naissances
- 2 décembre : 
  - Lucy Liu, actrice américaine.
  - Nate Mendel, bassiste américain du groupe Foo Fighters.
- 6 décembre : Sadyr Japarov, homme politique kirghize.
- 9 décembre : Joshua Osih, homme politique camerounais.
- 10 décembre : Javier Vázquez, matador espagnol.
- 11 décembre : 
  - Fabien Lévy, compositeur français.
  - Emmanuelle Charpentier, microbiologiste, généticienne et biochimiste française.
- 14 décembre : Noelle Beck, actrice américaine.
- 16 décembre : Yannick Alléno, chef cuisinier français.
- 17 décembre : Paul Tracy, pilote automobile de Champcar.
- 23 décembre : Yarol Poupaud, musicien, compositeur et producteur de musique français.
- 25 décembre : Nemam Ghafouri, médecin humanitaire irakienne et suédoise († 1er avril 2021).
- 26 décembre : Kouadio Konan Bertin, homme politique ivoirien.
- 29 décembre : Moussa Dadis Camara, ancien président de la république de Guinée.
- 31 décembre : Lemina Mint El Kotob Ould Moma, femme politique mauritanienne.

## Décès
- 1er décembre : Dario Moreno, chanteur d'opérette et acteur turc (° 3 avril 1921).
- 12 décembre : Tallulah Bankhead, actrice américaine (° 31 janvier 1902).
- 15 décembre : Antonio Barrette, premier ministre du Québec.
- 20 décembre : John Steinbeck, écrivain américain.
- 26 décembre : Weegee (Arthur Fellig), photographe américain.
- 30 décembre : Trygve Lie, homme d'État norvégien et premier Secrétaire général de l'ONU.